# Санта Фоска (Белуно)
Санта Фоска (итал. Santa Fosca) је насеље у Италији у округу Белуно, региону Венето.
Према процени из 2011. у насељу је живело 142 становника. Насеље се налази на надморској висини од 1420 м.